# Ole Røisland
Ole Røisland (ur. 22 stycznia 1911, zm. 15 lutego 1981) – norweski bokser, brązowy medalista Mistrzostw Europy z roku 1934.

## Kariera
W kwietniu 1934 zdobył brązowy medal na Mistrzostwach Europy, w kategorii półśredniej. W ćwierćfinale turnieju pokonał na punkty Niemca Ericha Campe. W półfinale przegrał z reprezentantem Anglii Dave'em McCleavem, ulegając mu na punkty. W walce o trzecie miejsce pokonał Austriaka Froehlich, zwyciężając walkowerem.
W roku 1929 był wicemistrzem Norwegii w kategorii koguciej.